# Мьюр, Брайан
Бра́йан Д. Мьюр (англ. Bryan D. Muir; 8 июня 1973, Виннипег, Манитоба, Канада) — канадский хоккеист, защитник. Завершил игровую карьеру в 2011 году.
На драфте НХЛ не выбирался. 30 апреля 1996 года как свободный агент подписал контракт с «Эдмонтон Ойлерз». 4 января 1998 года обменян в «Нью-Джерси Девилз». 13 ноября того же года обменян в «Чикаго Блэкхокс». 12 ноября 1999 года обменян в «Тампу Бэй Лайтнинг». 23 января 2001 года обменян в «Колорадо Эвеланш». 31 июля 2003 года как неограниченно свободный агент подписал контракт с «Лос-Анджелес Кингз». 12 августа 2005 года обменян в «Вашингтон Кэпиталз». В 2008 году подписал контракт с хоккейным клубом Динамо Минск как свободный агент. В 2008 году был отчислен из клуба Динамо-Минск. В 2009 году закончил карьеру в клубе «Франкфурт Лайонс».

## Статистика
| Легенда | Легенда                    | Легенда | Легенда                   | Легенда | Легенда    |
| ------- | -------------------------- | ------- | ------------------------- | ------- | ---------- |
| И       | Количество проведённых игр | Штр     | Штрафное время            | +/−     | Плюс-минус |
| Г       | Голы                       | П       | Голевые передачи          | О       | Очки       |
| -       | Статистика неизвестна      | —       | Статистика не учитывалась |         |            |

## Достижения
| Год  | Команда          | Достижение              | Достижение |
| ---- | ---------------- | ----------------------- | ---------- |
| 2001 | Колорадо Эвеланш | Обладатель Кубка Стэнли |            |

| Год  | Команда           | Достижение                                | Достижение |
| ---- | ----------------- | ----------------------------------------- | ---------- |
| 2004 | Манчестер Монаркс | Попадание в первую Сборную всех звёзд АХЛ |            |